# Girls (Cam'ron)
Girls (in italiano: Ragazze) è il secondo singolo del rapper statunitense Cam'ron estratto dal quarto album Purple Haze.